# Hino de Porto Velho
O hino do Município de Porto Velho, Rondônia, foi criado na administração do Prefeito Sebastião Valladares. O concurso para a escolha do hino foi coordenado por Ciro Pinheiro e a professora Madalena Naymaier, sendo escolhida pela comissão a composição de Cláudio Feitosa. Foi orquestrado pela Banda de Música da Polícia Militar do Ceará, que preparou a partitura para cada instrumento. 